# Megachile genalis
Megachile genalis är en biart som beskrevs av Morawitz 1880. Megachile genalis ingår i släktet tapetserarbin, och familjen buksamlarbin. Inga underarter finns listade i Catalogue of Life.